# بوتلميت
بوتلميت مدينة تاريخية تتبع ولاية الترارزة في الجنوب الغربي من موريتانيا، اشتهرت عبر التاريخ بكونها مدينة سياسة وعلم، ومنها خرج عدد من الشخصيات المؤثرة في التاريخ الموريتاني، كما تخرج من معهدها العربي ـ الإسلامي شخصيات بارزة في موريتانيا. ويبلغ عدد سكانها حوالي 39 ألف نسمة، وتعتبر أكبر مدينة في ولاية الترارزة بعد المذرذرة وروصو، وتبعد حوالي 150 كلم شرق العاصمة انواكشوط.

## تاريخ المدينة
أنشئت مدينة بوتلميت في مطلع القرن التاسع عشر عند بئر ماء في نفس المكان حيث ارتبطت بها منذ أن أسسها الشيخ سيدي الكبير سنة 1828م  حيث عرفت أوج ازدهارها في فترة الشيخ سيديا الكبير الذي جعل منها حاضرة علمية مشعة تخرج منها الكثير من العلماء والفقهاء. يقول العلامة الشيخ محمد الأمين الشنقيطي في كتابه الوسيط في تراجم أدباء شنقيط : (بُتِيلِميتْ) بئر مشهورة لأهل الشيخ سيدي، وقد مضى عليها زمان في حياة الشيخ سيدي، لا يصله خائف إلا أمن، ولا فقير إلا استغنى، ولا جائع إلا شبع، فهي كقبة ذي الأعواد، وقد صدق الأسود بن يعفر في قوله:
ولقد علمت سوى الذي حدثتني ... أن السبيل سبيلُ ذي الأعواد.
في بوتلميت أنشأ الفرنسيون أول مدرسة عصرية في موريتانيا سنة 1914 م .

## من أعلام بوتلميت
الشيخ سيديا الكبير أحد أكبر العلماء والقادة الإصلاحيين في القرن التاسع عشر
بابه بن الشيخ سيدي (سيديا) عالم وسياسي بارز عاش مطلع القرن العشرين
أول رئيس لدولة موريتانيا المختار ولد داداه
الزعيم المعارض والمرشح لعدة انتخابات رئاسية أحمد ولد داداه
الشيخ محمد ولد أبي مدين عالم موريتاني بارز
سليمان ولد الشيخ سيديا أول مندوب موريتاني في الأمم المتحدة وأول رئيس للبرلمان الموريتاني (الجمعية الوطنية)
الشيخ محمد سالم ولد عدود أحد أبرز علماء موريتانيا
العلامة القاضي سيد المختار بن أحمد محمود بن محمد مختار الإنتشائي الأبييري
الشيخ العلامة محمد الحسن ولد الددو الشنقيطي.
إمام الجامع العتيق بالمدينة: الشيخ أحمد بن أشفغ المصطفى